# Seattle Weekly
Seattle Weekly er en gratis avis, der omdeles i Seattle i Washington i USA. Den udkommer i et oplag på 99.137 eksemplarer.